# Lisi Las
Lisi Las (niem. Friedrichsfelde) – osada w Polsce położona w województwie pomorskim, w powiecie sztumskim, w gminie Dzierzgoń.
W latach 1975–1998 miejscowość położona była w województwie elbląskim.